# Villa Snörin

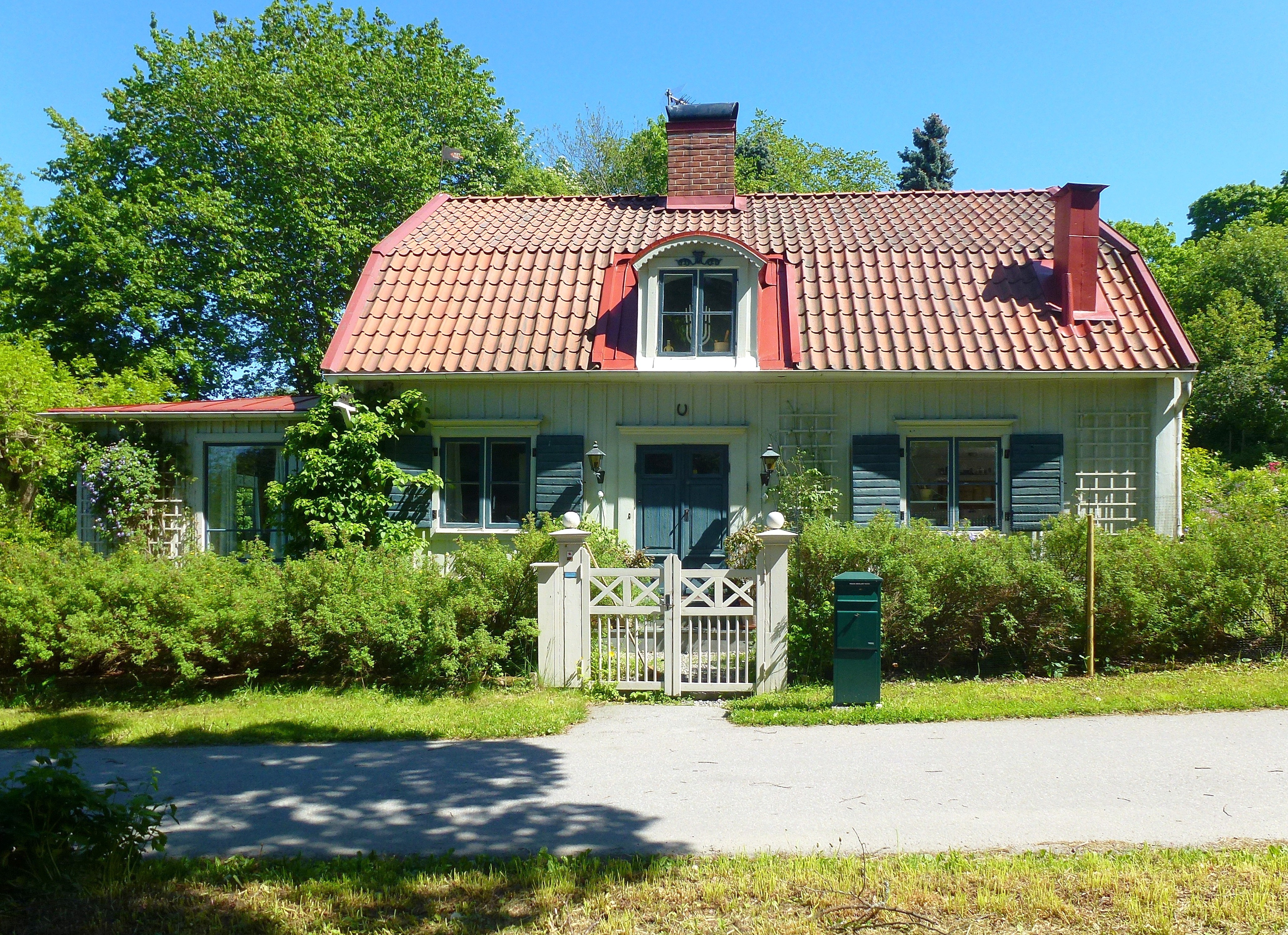
Villa Snörin, juni 2015.

Villa Snörin (uttalas snör-in) är en privatvilla vid Bryggbacken på Ulriksdals slotts område i Solna kommun. Snörin ligger på slottsfastigheten Ulriksdal 2:3 som är ett statligt byggnadsminne sedan år 1935.

## Bakgrund

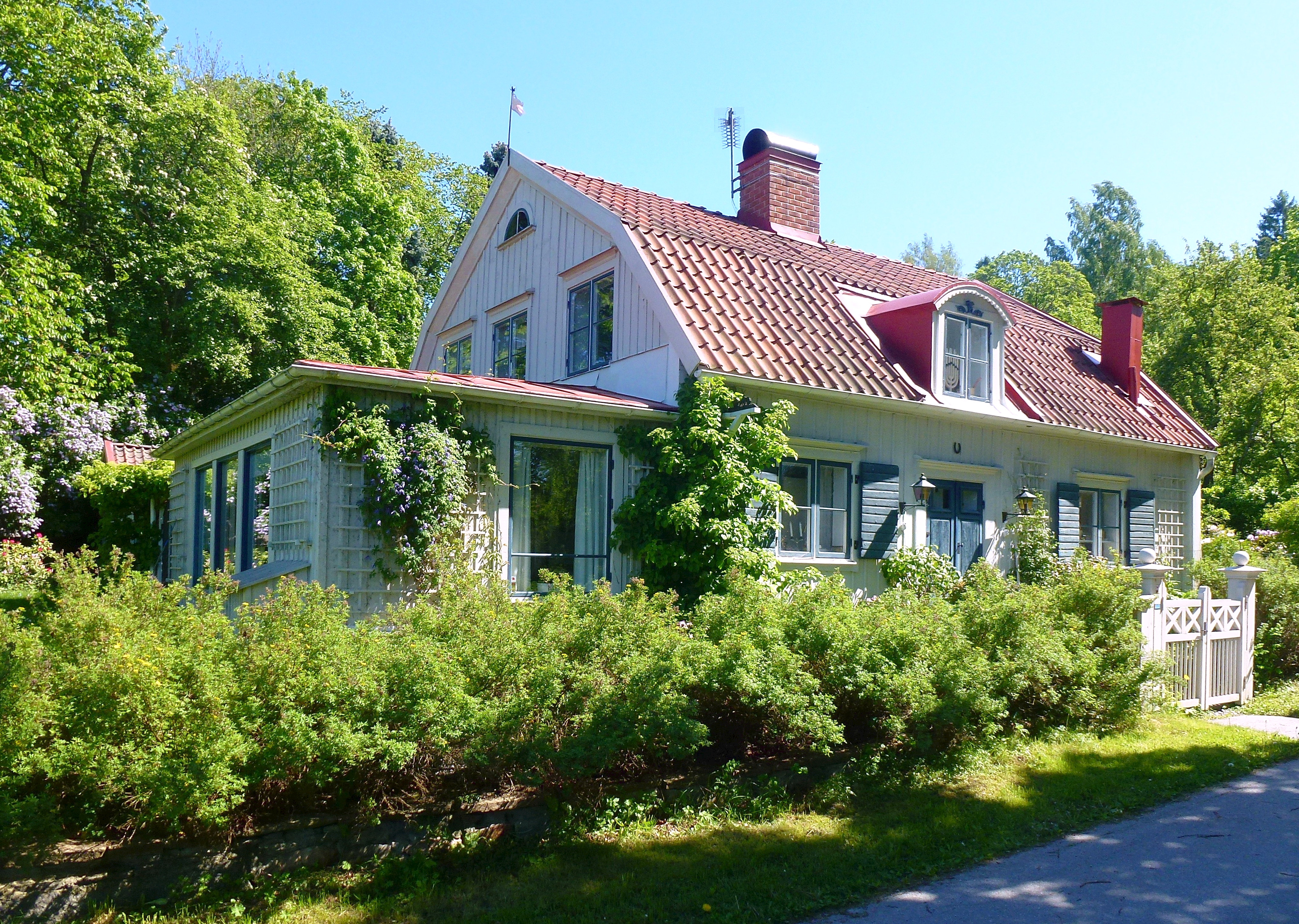
Villa Snörin, juni 2015.

Snörin är en av flera kulturhistorisk intressanta villor belägna mellan Slottsallén och Edsviken. Dessa hus beboddes ursprungligen av slottets betjäning och är fortfarande huvudsakligen hyresbostäder för kungliga hovets personal. Många av de till husen hörande stall och ekonomibyggnader byggdes under 1900-talet om till bostäder. Några villor friköptes även och blev privatägda, ibland i kombination med någon mindre verksamhet. 

## Byggnadsbeskrivning
Snörins huvudbyggnad härrör troligen från 1700-talets slut och låg vid Stora Uplands Winterväg genom Edsviken som var en viktig vinterväg vilken förband Uppsala med Stockholm. Under vintermånaderna var Snörin värdshus, känt sedan åtminstone 1760-talet. Den har omnämnts som vinterkrogen Snurr in. Omkring 1850 drogs dock krogrättigheterna in och därefter var stället enbart bostad. Huset har 1½ våningar med inredd vind under ett brutet sadeltak. Stommen är timrad och fasaderna panelade samt avfärgade i gråvit kulör. Dörrar och fönsterluckor är från ursprungstiden. 1964 genomfördes en ombyggnad; då tillkom bland annat en ny veranda på gaveln mot norr.